# Cosroès
Cosroès est une tragédie de l'écrivain français Jean de Rotrou, représentée lors de la saison 1648-1649 et publiée en 1649.
Elle est considérée comme l'un des chefs-d'œuvre de l'auteur. 